# Cazères-sur-l’Adour
Cazères-sur-l’Adour (okzitanisch: Casèras d’Ador) ist eine französische Gemeinde mit 1.126 Einwohnern (Stand: 1. Januar 2022) im Département Landes in der Region Nouvelle-Aquitaine (vor 2016: Aquitanien). Die Gemeinde gehört zum Arrondissement Mont-de-Marsan und zum Kanton Adour Armagnac. Die Einwohner werden Cazèriens genannt.

## Geographie
Cazères-sur-l’Adour liegt etwa 20 Kilometer südöstlich von Mont-de-Marsan am Adour, der die Gemeinde im Süden und Südwesten begrenzt. Das Gemeindegebiet wird auch von seinem Zufluss Gioulé durchquert. Umgeben wird Cazères-sur-l’Adour von den Nachbargemeinden Hontanx und Le Vignau im Norden, Lussagnet im Nordosten, Le Houga im Osten, Aire-sur-l’Adour im Süden und Südosten, Duhort-Bachen im Süden, Renung im Westen und Südwesten, Bordères-et-Lamensans im Westen sowie Castandet im Nordwesten.
Durch die Gemeinde führt die Autoroute A65.

## Geschichte
Die Gemeinde entstand 1314 als Bastide durch die Vizegrafen des Béarn.

## Bevölkerungsentwicklung
| 1962                       | 1968 | 1975 | 1982 | 1990 | 1999 | 2006 | 2018 |
| -------------------------- | ---- | ---- | ---- | ---- | ---- | ---- | ---- |
| 676                        | 766  | 777  | 815  | 873  | 862  | 1132 | 1092 |
| Quellen: Cassini und INSEE |      |      |      |      |      |      |      |

## Sehenswürdigkeiten
- Kirche Saint-Barthélemy
- Stahlbrücke über den Adour, von Gustave Eiffel erbaut, seit 2000 Monument historique

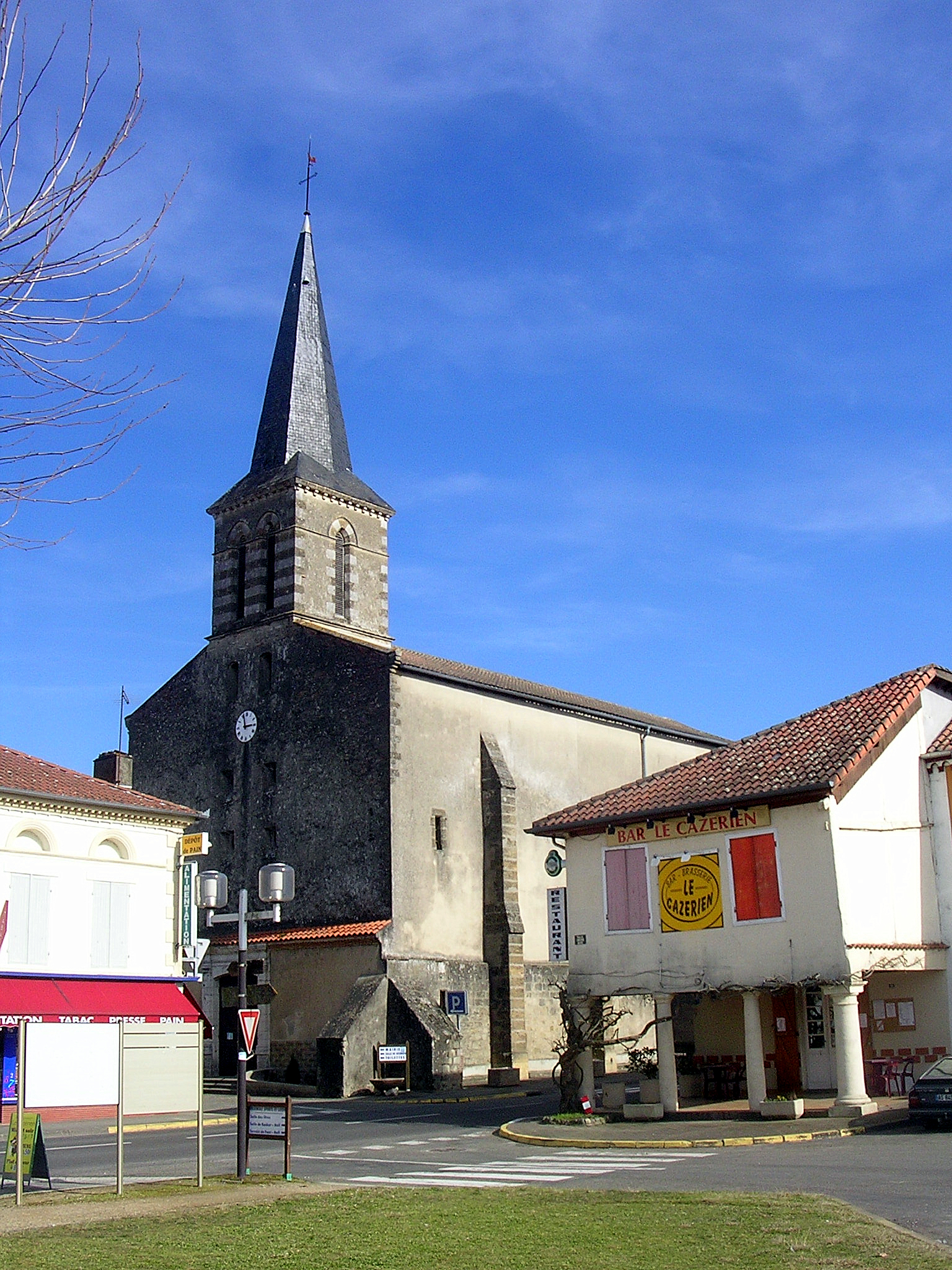
Kirche Saint-Barthélemy
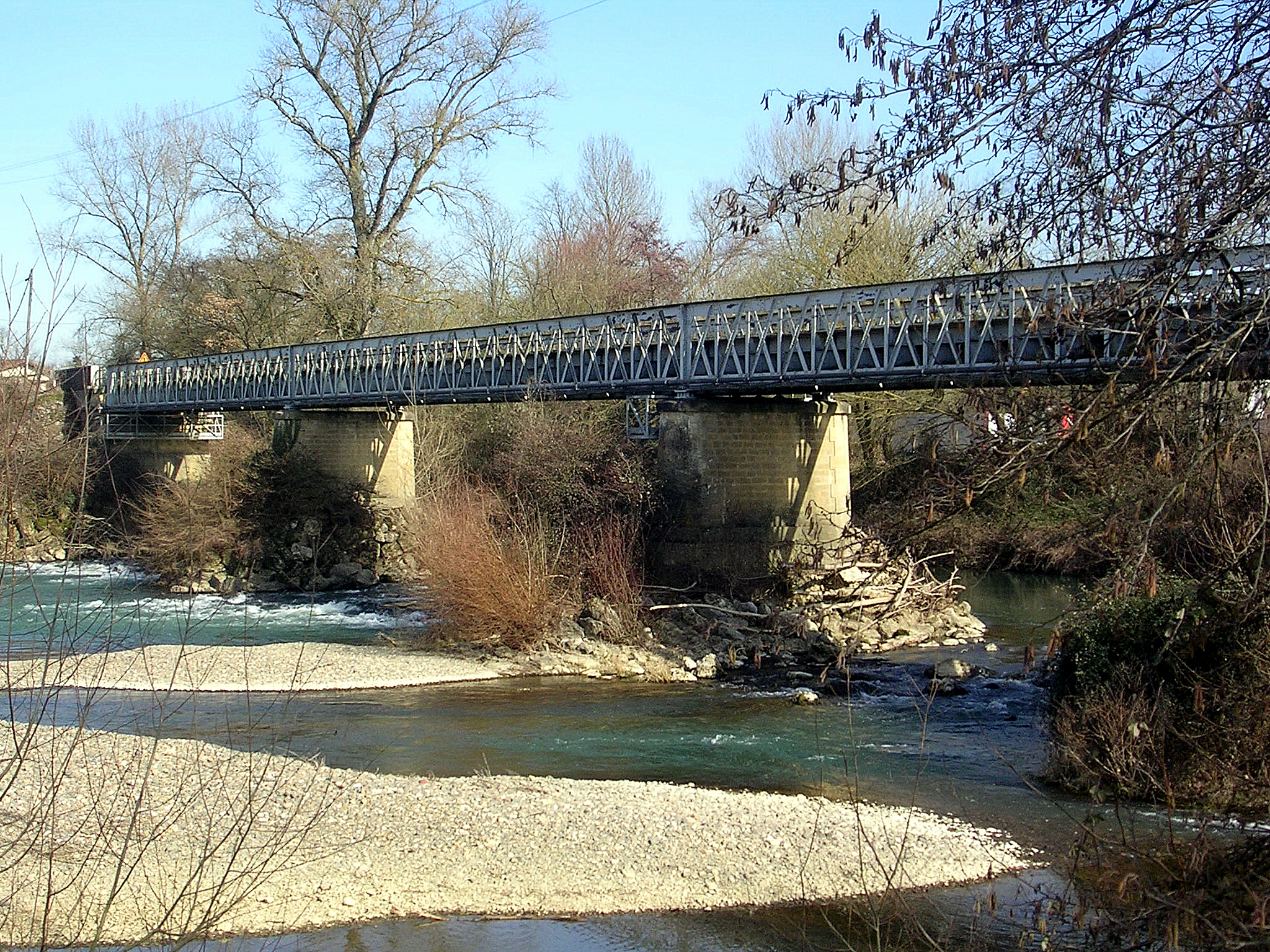
Brücke über den Adour